# جنگ فرانسه و تایلند
جنگ فرانسه و تایلند (تایلندی: กรณีพิพาทอินโดจีน) یک جنگ بین تایلند و فرانسه ویشی بر سر مناطق خاصی از هندوچین فرانسه بود.